# Allomerus vogeli

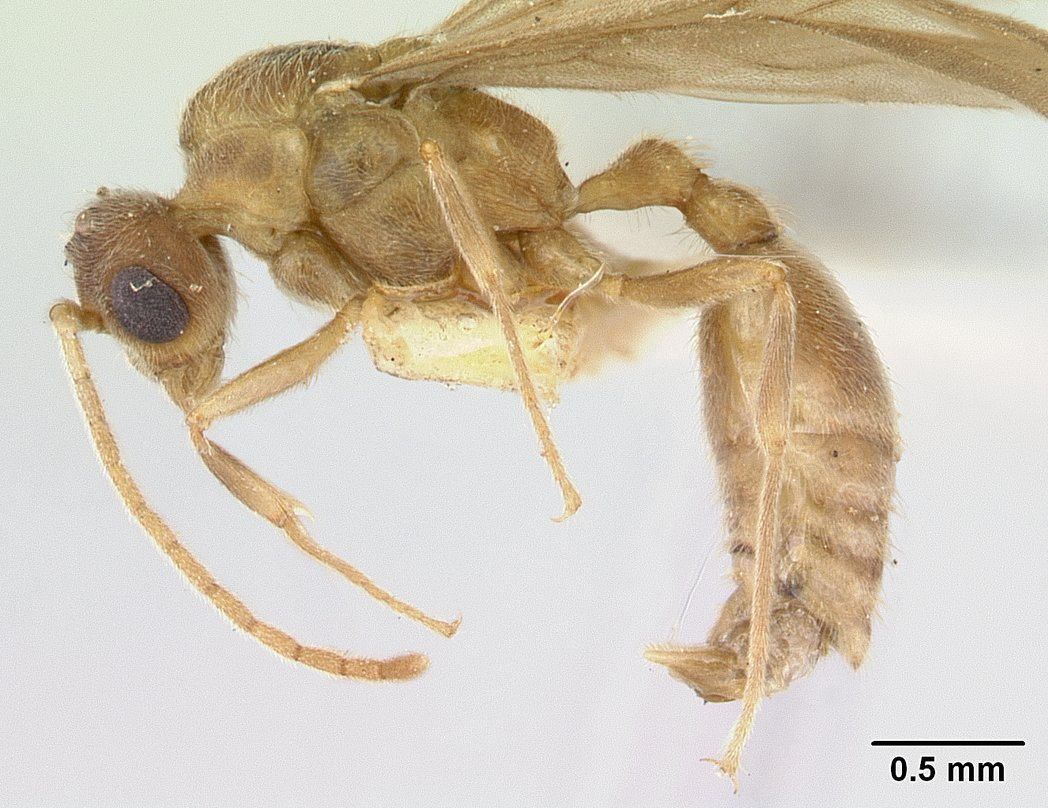
Самец сбоку

Allomerus vogeli (лат.) — вид южноамериканских древесных муравьёв подсемейства мирмицины (Myrmicinae). Эндемик Южной Америки: Бразилия (Амазонас), Венесуэла. Мелкие муравьи желтовато-коричневого цвета (длина тела 2,0—2,3 мм). Длина головы рабочих особей 0,48—0,52 мм (ширина — 0,45—0,49). Длина самцов 4,0—4,5 мм. Длина головы самцов — 0,69—0,71 мм (ширина — около 0,7 мм). Усики рабочих 10—11 члениковые (у самцов 13-члениковые). Скапус усиков самцов очень короткий (его длина около 0,2 мм) меньше диаметра глаза (0,3 мм). Жвалы с пятью зубцами на жевательном краю. Стебелёк между грудкой и брюшком состоит из двух сегментов (петиоль + постпетиоль). Длина передних крыльев 3,1—3,4 мм. Обнаружены на двудольных растениях Myrmidone macrosperma Martius (семейство Melastomataceae). Вид был описан в 1975 году бразильским мирмекологом Вальтером Кемпфом (W. Kempf, Университет Бразилиа, Бразилия) и назван в честь Штефана Фогеля (Dr. S. Vogel, Майнцский университет Иоганна Гутенберга, ФРГ), собравшего типовую серию.

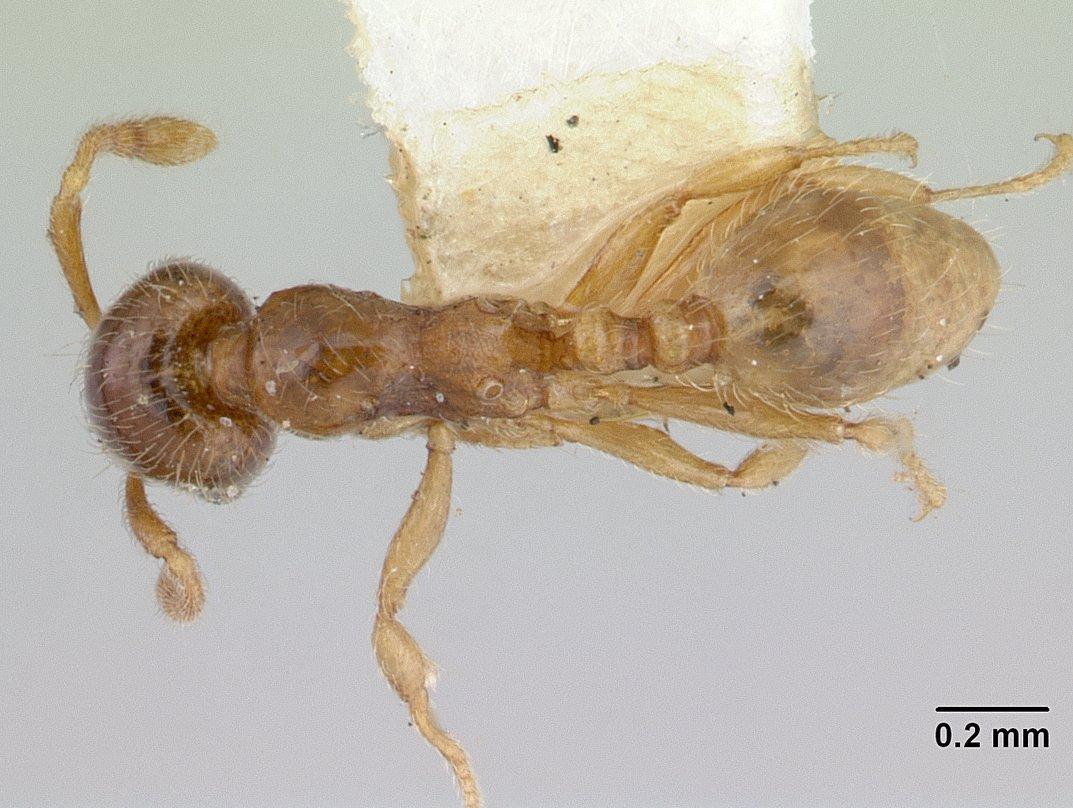
Рабочий сверху
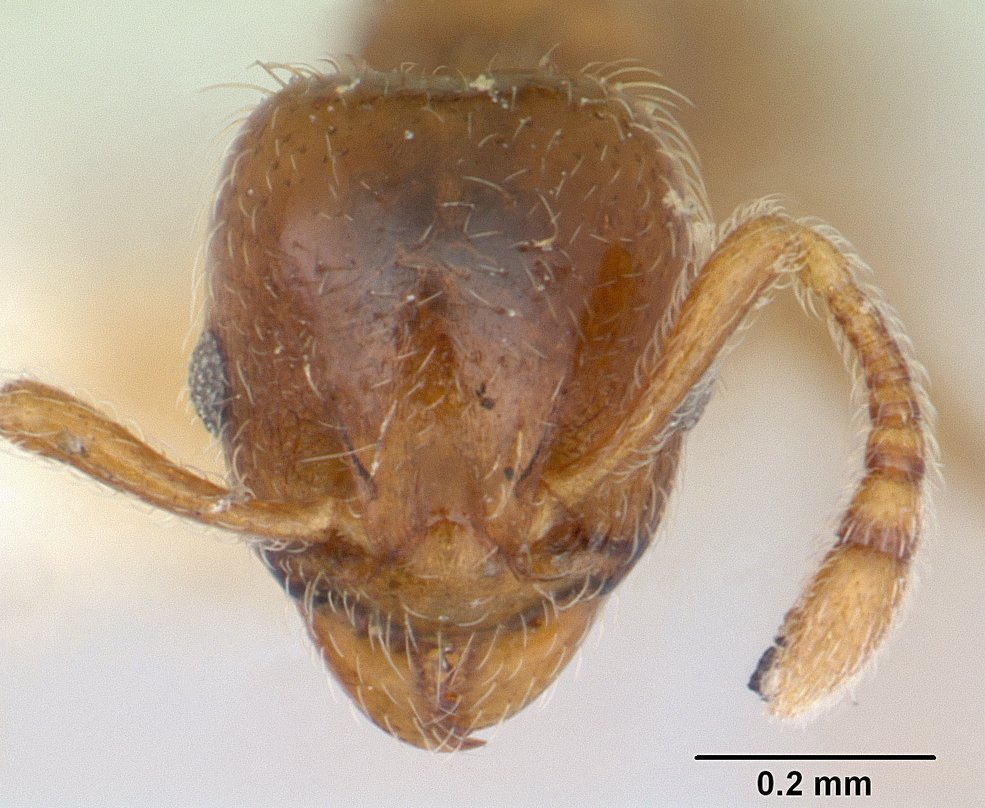
Голова рабочего
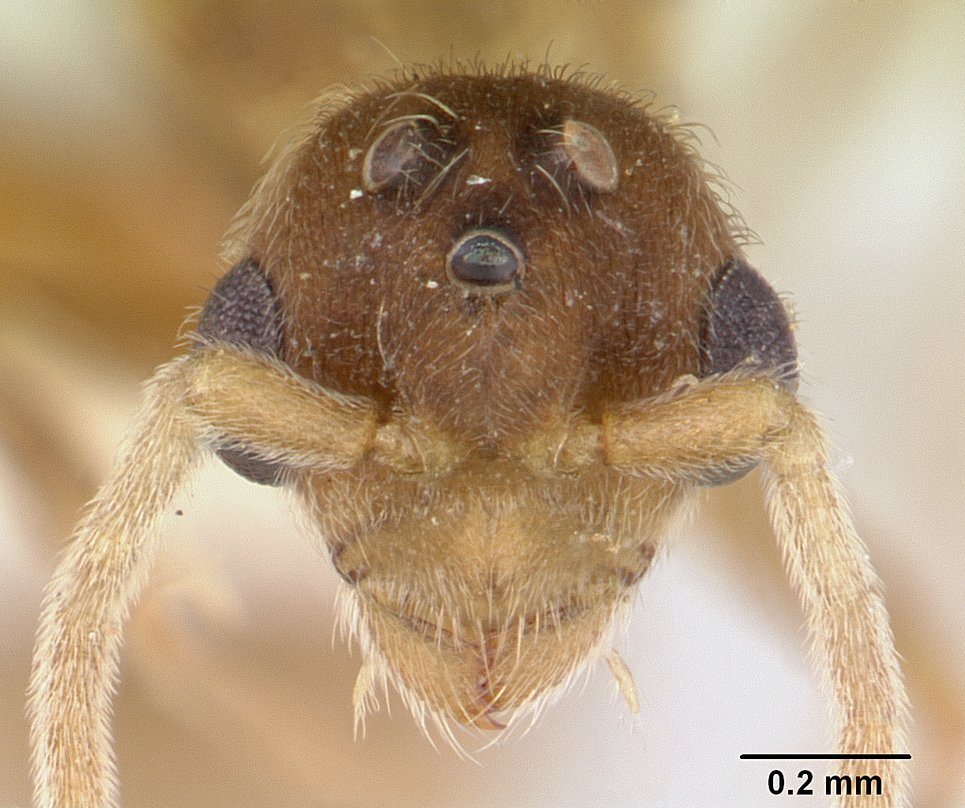
Голова самца